# منتدى الرياض الدولي الإنساني
منتدى الرياض الدولي الإنساني منتدى يُقام في الرياض كل عامين بتنظيم مركز الملك سلمان للإغاثة والأعمال الإنسانية، وأقيم المنتدى الأول في فبراير عام 2018. ويقام المنتدى بمشاركة نخبة من القادة والمانحين والعاملين والباحثين في مجال العمل الإنساني والمهتمين لتعزيز الحوار حول الإطار التشريعي والمعرفي والممارسات الميدانية للعمل الإنساني.

## أهداف المنتدى
- تعزيز الحوار وقنوات الاتصال بين القادة والمانحين والعاملين والباحثين وتبادل الخبرات والأفكار والممارسات لتطوير العمل الإنساني.
- تفعيل النهج الترابطي بين العمل الإنساني والتنمية والسلام لضمان تحقيق الاستدامة والتنمية الشاملة.
- تطويع التقنية والتحول الرقمي لخدمة العمل الإنساني.
- طرح أبرز الفرص والتحديات في العمل الإنساني بهدف تطوير حلول مبتكرة ومستدامة للاستجابة الإنسانية.
- تسريع تحقيق أهداف التنمية المستدامة في السياق الإنساني.
- استشراف وتطوير العمل الإنساني من خلال البحث العلمي وحوكمة جودة البيانات.
- تشجيع وإشراك الشباب في العمل التطوعي والمساهمة في العمل الإنساني.[3][4]

## تاريخ المنتدى

### منتدى الرياض الدولي الإنساني 2018
أقيم يومي 26 - 27 فبراير عام 2018 تحت عنوان «العمل الإنساني مسؤولية دولية». وناقش عدداً من المحاور، منها: ربط المساعدات الإنسانية والتنموية، وتطوير السياسات في ظل البيئة التشغيلية المتغيّرة، ودراسة الظروف الصحية على المستوى العالمي وأهداف التنمية المستدامة، كما ناقش توطين المساعدات من خلال تمكين وبناء قدرات المنظمات المحلية والدولية. وكان من بين المشاركين في المنتدى: وزير الطوارئ الروسي، ورئيس منظمة الأغذية العالمية، ووزيرين من إيطاليا، ورئيس منظمة الصحة العالمية.

#### منتدى الرياض الدولي الإنساني 2020
أقيم يومي 1 - 2 مارس عام 2020 بمشاركة ما يقارب 1300 مشارك ومشاركة من 80 دولة عربية وأجنبية يشكلون 228 جهة خارجية و156 جهة داخلية منها 21 منظمة أممية و46 منظمة حكومية، ومن المواضيع التي ناقشها المنتدى الثاني: تعزيز الربط بين العمل الإنساني والتنموي، والتدخل الإنساني المبتكر في المجال الصحي، والدور الذي تقوم به وسائل الإعلام التقليدية والجديدة في التخفيف من الازمات الانسانية، والتحديات الإنسانية لمشاكل الهجرة من البلدان الإفريقية، إضافة إلى موضوع حماية الأطفال والنساء والشباب في مناطق النزاعات والكوارث، ولممارسة المهنية المبنية على البراهين في العمل الإنساني.